# Iñaki Urrutia
Iñaki Urrutia Aldea (Barcelona, 14 de enero de 1977) es un humorista, presentador, escritor y actor español. Es más conocido por aparecer en Central Cómicos en Comedy Central.

## Biografía
Iñaki nació en Barcelona. Tiene raíces aragonesas y vascas.
Después de ser finalista en un afamado programa, decidió trasladarse a Madrid para así llegar a un público más amplio.
Además de sus numerosas apariciones en Nuevos Cómicos de Paramount Comedy, trabajó como colaborador en el programa Noche sin tregua de la misma cadena. También tuvo un paso raudo y veloz por el programa de TVE: Ruffus y Navarro, junto a Pepe Navarro. Durante 2011, copresentó el programa de televisión, No le digas a mamá que trabajo en la tele.
Presentó el programa diario de Localia: Como te lo cuento, junto a Berta Collado y Mónica Hoyos, Euskadi Comanche en ETB y colaboró en Punto Radio junto a María Teresa Campos. También presentó el programa de viajes Los Escapistas en el canal digital AXN, y Rompecabezotas en ETB. De 2012 a 2014, presentó el programa Yu: no te pierdas nada de los 40 Principales, junto a Dani Mateo. Desde 2016 colabora en el programa de radio de Juan Pablo Ordúñez El Pirata y su banda en la cadena Rock FM.
Actualmente presenta el programa Atrápame si puedes en Aragón TV, y en 2018 y 2021 sustituyó a Patxi Alonso tras la baja de este por enfermedad, en la edición vasca de este mismo programa, compaginando ambas ediciones. En 2019, Urrutia regresó a ETB, para presentar un nuevo concurso para las tardes del canal en castellano, Yo sé más que tú, en el que se mantiene en la actualidad.
Iñaki es un gran amante del fútbol y un reconocido aficionado del Athletic Club.

## Filmografía

### Televisión
| Año             | Título                                    | Trabajo                    |
| --------------- | ----------------------------------------- | -------------------------- |
| 2025-presente   | Alta tensión (Telemadrid)                 | Presentador                |
| 2022-presente   | Basura o tesoro (Aragón TV)               | Presentador                |
| 2021-presente   | Zapeando                                  | Colaborador                |
| 2019            | Yo sé más que tú (ETB)                    | Presentador                |
| 2018 2021       | Atrápame si puedes (ETB)                  | Presentador (sustituto)    |
| 2016 - presente | Atrápame si puedes (Aragón TV)            | Presentador                |
| 2016            | Espinete no existe                        | Colaborador                |
| 2016            | La extra-Aragón TV                        | Presentador                |
| 2015            | Sopa de Gansos ¡Instant!                  | Presentador / Monologuista |
| 2014            | Todo va bien                              | Colaborador                |
| 2014            | Zapeando                                  | Colaborador                |
| 2014            | Se hace saber                             | Actor                      |
| 2013            | Así nos va                                | Colaborador                |
| 2011            | No le digas a mamá que trabajo en la tele | Presentador                |
| 2010            | Mi querido Klikowsky                      | Actor                      |
| 2010            | La gran carrera                           | Actor                      |
| 2007            | Los escapistas                            | Actor                      |
| 2005            | Sálvese quien pueda                       | Presentador                |

### Cortometrajes
| Año  | Título          | Papel   |
| ---- | --------------- | ------- |
| 2013 | Preguntador     | Padre   |
| 2010 | La gran carrera | Militar |

## Radio
| Año       | Título                 | Trabajo     |
| --------- | ---------------------- | ----------- |
| 2012-2014 | Yu: No te pierdas nada | Colaborador |
| 2017-     | Carrusel Deportivo     | Colaborador |

Actualmente es colaborador en Kiss FM.
Presenta el programa La extra en Aragón TV